# Neonetus huttoni
Neonetus huttoni är en insektsart som beskrevs av Lucien Chopard 1923. Neonetus huttoni ingår i släktet Neonetus och familjen grottvårtbitare. Inga underarter finns listade i Catalogue of Life.